# Euphorbia beharensis
Euphorbia beharensis ist eine Pflanzenart aus der Gattung Wolfsmilch (Euphorbia) in der Familie der Wolfsmilchgewächse (Euphorbiaceae).

## Beschreibung
Die sukkulente Euphorbia beharensis bildet Sträucher mit reichlicher Verzweigung und dünnen, bis 5 Millimeter starken Trieben aus. Die an den Spitzen der Triebe stehenden Blätter sind eiförmig und werden bis 8 Millimeter lang und 4 Millimeter breit. Der Blattrand ist etwas gewellt und die kurzlebigen Blätter haben fast keinen Stiel. Die bis 1,5 Zentimeter langen Nebenblattdornen haben eine stark verdickte Basis und stehen in einem Abstand von bis 1 Zentimeter zueinander.

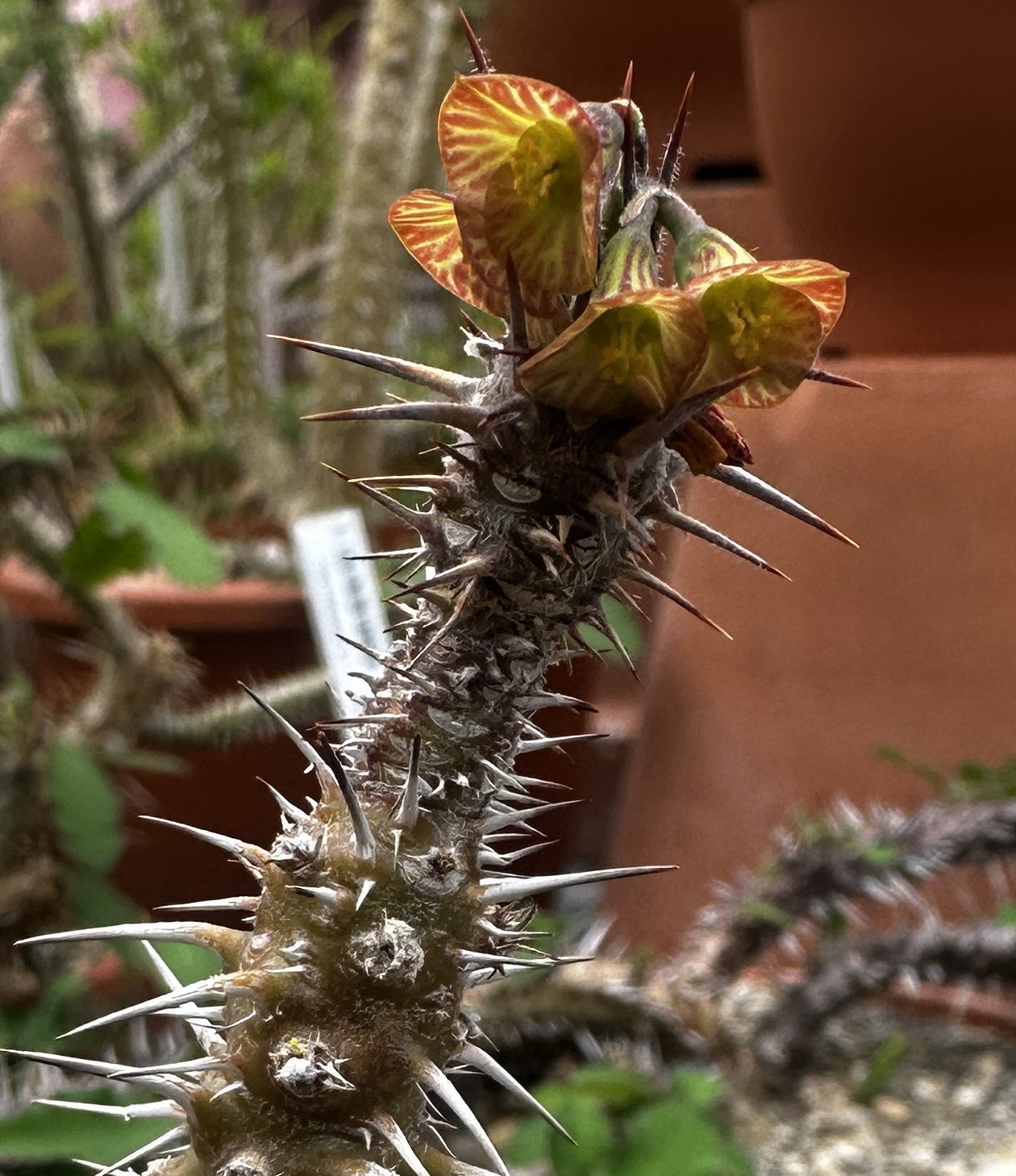
Blühende Pflanze in Kultur

Der Blütenstand besteht aus zwei- bis dreifach gegabelten Cymen, die an einem etwa 10 Millimeter langen Stiel stehen. Die Cyathophyllen sind ausgebreitet und die Cyathien werden 2 Millimeter groß. Die Nektardrüsen sind zweilippig und der Fruchtknoten eiförmig geformt. Über die Früchte und den Samen ist nichts bekannt.

## Verbreitung und Systematik
Euphorbia beharensis ist endemisch im Süden von Madagaskar verbreitet. Die Art steht auf der Roten Liste der IUCN und gilt als gefährdet (Vulnerable).
Die Erstbeschreibung der Art erfolgte 1946 durch Jacques Désiré Leandri. Diese Beschreibung war jedoch ungültig und Leandri selbst korrigierte dies 1953.
Es werden folgende Varietäten unterschieden:
- Euphorbia beharensis var. adpressifolia Rauh
die Blätter sind von den Trieben weg gebogen und die Cymen stehen an sehr kurzen Stielen
- Euphorbia beharensis var. beharensis
- Euphorbia beharensis var. guillemetii (Ursch & Leandri) Rauh (Syn.: Euphorbia guillemetii Ursch & Leandri (1955))
die Dornen werden nur 3 bis 8 Millimeter lang und die Blätter 12 Millimeter lang und 4 Millimeter breit
- Euphorbia beharensis var. squarrosa Rauh
die Blätter werden bis 2 Zentimeter lang, die Dornen bis 5 Millimeter lang, der Stiel der Cymen bis 1,5 Zentimeter lang und die Cyathien kleiner
- Euphorbia beharensis var. truncata Rauh
die Blätter sind verkehrt eiförmig geformt und besitzen gestutzte Spitzen, sie werden bis 1,5 Zentimeter lang und 2 Zentimeter breit